# Lisa Brown
Lisa Brown (26 de enero de 1967) es una política estadounidense del estado de Míchigan. Miembro del partido Demócrata, fue elegida funcionaria de la provincia de Oakland el 6 de noviembre de 2012. Brown era anteriormente un miembro de la Cámara de Representantes Estatales de Míchigan. Representó a la 39.º distrito estatal, localizado en el centro de la provincia Oakland desde 2009. El distrito cubre el Commerce Township en su totalidad y la mayoría delWest Bloomfield Township. En 2014 fue la candidata Democrática para Gobernador de Lugarteniente junto a congresista anterior Mark Schauer.

## Biografía
Brown nació en Royal Oak, Míchigan y graduó de Andover Instituto en Bloomfield Hills, Míchigan en 1985. Licenciada en Psicología de Michigan State University en 1989, después recibió su Doctorado Juris de la Universidad de Detroit de Ley en 1993. Durante su tiempo en la escuela de ley,  sirvió como empleada para dos empresas de ley. Brown ejerció como abogada durante varios años, trabajando con validación. Luego trabajó como corredora con Max Broock Realtors en West Bloomfield Township.
Anterior a su elección,  sirvió en la APA de West Hills Middle School y Pine Lakes Elemenetary School. Es judía y va a Adat Shalom, una Sinagoga Conservadora en Farmington Hills. Sirvió en el consejo de administración de la región, y es un miembro de toda la vida, de World ORT, una "organización no gubernamental sin ánimo de lucro cuya misión es el adelanto de personas judíos y otras a través de formación y educación". Es miembro del consejo de administración ejecutivo de la Asociación Judía para Cuidado Residencial (JARC, por sus siglas en íngles).

## Carrera política
En 2006, Brown empezó una campaña como Demócrata para la 39.º distrito estatal de Míchigan, que en esta época fue ocupado por el Reuplicano David Law. Al principio de la campaña Brown fue la más débil, especialmente porque no tuvo experiencia electoral previa. Sin embargo, en las urnas casi logró una derrota sorpresa contra Law, perdiendo por solo 181 votos (0.5%).
En 2008 Law decidió no presentarse como canditato a un tercer plazo, en cambio haciendo campaña sin éxito para devenir fiscal de la provincia de Oakland.
Brown anunció su intención para presentarse otra vez al cargo de representante del 39.º distrito. John Kuriakuz se desafió en el primario demócrata, pero Brown triunfó con un 57% del voto. En la elección general se enfrentó al Republicano Amy Peterman. Ambos partidos gastaron mucho en la carrera, y Peterman fue aprobado por la Detroit Free Press.  En las urnas, Brown triunfó por un escaso margen de 51.6% - 46.1% sobre Peterman. Tomó el cargo el 1 de enero de 2009. Fue miembro de los comítes de educación, energía y tecnología, ética y elecciones, y el judicial. Creó un proyecto de ley que prohibió la droga recreativo benzylpiperazine.
En la elección de noviembre de 2010, después de una declaration de victoria por su adversario, una revisión de la cuenta final fue empezada. Su adversario, Lois Shulman, había declarado victoria sin saber los resultos de los miles de votos por correo. Al final, Brown prevaleció por un margen de 86 votos (17,137 a 17,051).
Brown fue elegida funcionaria de la provincia el día 6 de noviembre de 2012, derrotando al republicano Willis C. Bullard, Jr., quién había sido nombrado funcionario en 2010 por los comisarios de la provincia para llenar un plazo de resto. A tomar el cargo, Brown devenía una demendada en un pleito federal, DeBoer v. Snyder, en qué una pareja lesbiana, residente de Oakland, está desafiando la denegación de derechos de adopción y matrimonio a parejas de mismo sexo del estado de Míchigan. Nombrada como demandada porque su oficina es responsable para la facilitación de licencias de matrimonio,  ha apoyado los demandantes y expresó una entusiasmo para emitir licencias de matrimonio a parejas de mismo sexo, en cuanto la ley permita.

### Polémica del debate de aborto de 2012
El junio de 2012, republicanos de Míchigan impidieron que tenga la palabra Brown en un debate sobre legislación del aborto cuando dijo "estoy halagada que estais tan interesados en mi v****a, pero no significa no" Brown fue prohibido de hablar junto con diputada Barb Byrum, quién propuso prohibir las vasectomías. Los demócratas consideraron el incidente como evidencia que los republicanos eran pisando los derechos de las mujeres - senador Gretchen Whitmer dijo "la guerra contra mujeres en Míchigan no es inventado — esto es muy real — y viene de los niveles más altos del gobierno estatal."
Brown declaró sobre la incidencia: “Fui prohibida o para ser judío y señalar corectamente que HB 5711 forzaba creencias religiosas contradictorias a mí y a mi religión. ¿O es porque utilicé la palabra v****a, la cual es un término correcto anatómicamente, médicamente?” El día 19 de junio de 2012 el diputado Wayne Schmidt proporcionó el punto de vista del GOP, caracterizando ambas diputadas como "chiquillas" quien "bromearon" y  "dieron unas rabietas" y necesitaron "time outs". Presidente de la Cámara Jase Bolger declaró que hacer referencia a v****a, y entonces decir 'no significa no', así hacer una referencia a violación, es inaproriado en un cuerpo legislativo.

## Campaña para gobernador de lugarteniente
En un correo electrónico a partidarios el 3 de abril de 2014, Mark Schauer anunció su selección de Brown como su candidata para gobernador de lugarteniente de Míchigan en la elección de 2014.

## Historia electoral
- Elección de 2014 para gobernador de lugarteniente
  - Brian Calley (R), 51%
  - Lisa Brown (D), 47%
  - Scotty Boman (L), 1%
  - Richard Mendoza (T), 0.6%
  - Candace Caveny (G), 0.4%
- Elección de 2012 para funcionario de la provincia de Oakland
  - Lisa Brown (D), 53%
  - Bill Bullard, Jr. (R), 47%
- Elección de 2010 para Casa Estatal
  - Lisa Brown (D), 49.08%
  - Lois Shulman (R), 48.84%
  - Nathan Allen (L), 2.08%
- Elección de 2008 para Casa Estatal
  - Lisa Brown (D), 52%
  - Amy Peterman (R), 46%
- Primaria Democrática de 2008 para Casa Estatal
  - Lisa Brown (D), 57%
  - John Kuriakuz (D), 43%
- Elección de 2006 para Casa Estatal
  - David Ley (R), 50%
  - Lisa Brown (D), 50%